# Croix Saint-Martin de Breuvannes-en-Bassigny
La croix Saint-Martin de Breuvannes-en-Bassigny est une croix monumentale située dans la commune de Breuvannes-en-Bassigny, en France.

## Localisation
La croix est située à côté de l'église, dans l'ancienne commune de Colombey-les-Choiseul, de l'actuelle commune de Breuvannes-en-Bassigny, dans le département de la Haute-Marne, en région Grand Est, en France.

## Historique
La croix date du XVe siècle.
La croix est classée au titre des monuments historiques par arrêté du 26 septembre 1903.